# Вернер Піч
Вернер Піч (нім. Werner Pietzsch; 30 квітня 1917, Потсдам — 5 червня 2002, Есслінген-на-Некарі) — німецький офіцер-підводник, капітан-лейтенант крігсмаріне.

## Біографія
5 квітня 1935 року вступив на флот. З вересня 1939 року — ад'ютант 1-го запасного морського дивізіону. З січня 1940 року — вахтовий офіцер в 6-й флотилії торпедних катерів. З червня 1940 року — референт в штабі командувача торпедними катерами. З жовтня 1940 по березень 1941 року пройшов курс підводника. В березні-квітні — помічник інструктора училища корабельних гармат. З 21 травня 1941 року — 1-й вахтовий офіцер на підводному човні U-129. В березні-травні 1942 року перебував в розпорядженні 2-го навчального дивізіону підводних човнів. З 25 червня 1942 року — командир U-523, на якому здійснив 4 походи (разом 85 днів у морі). 19 березня 1943 року потопив американський торговий пароплав Mathew Luckenbach водотоннажністю 5848 тонн, який перевозив 8360 тонн генеральних вантажів (включаючи сталь, зерно, боєприпаси, пошту і вантажівки на палубі); всі 68 членів екіпажу вціліли. 25 серпня 1943 року U-523 був потоплений в Північній Атлантиці західніше Віго (42°03′ пн. ш. 18°02′ зх. д.) глибинними бомбами британських есмінця «Вондерер» і корвета «Воллфлавер». 17 членів екіпажу загинули, 37 (включаючи Піча) були врятовані і взяті в полон.

## Звання
- Кандидат в офіцери (5 квітня 1935)
- Морський кадет (25 вересня 1935)
- Фенріх-цур-зее (1 липня 1936)
- Оберфенріх-цур-зее (1 січня 1938)
- Лейтенант-цур-зее (1 квітня 1938)
- Оберлейтенант-цур-зее (1 жовтня 1939)
- Капітан-лейтенант (1 липня 1942)

## Нагороди
- Медаль «За вислугу років у Вермахті» 4-го класу (4 роки)